# عمار بن تومي
عمار بن تومي (26 ديسمبر 1923 قسنطينة، الجزائر - 29 مارس 2013 الجزائر العاصمة، الجزائر) سياسي ومحامي جزائري هو أول وزير للعدل في الجزائر بعد الاستقلال وكان من أشد المحامين المدافعين عن الفدائيين الفلسطينيين.

## حياته
ولد عمار بن تومي في 26 ديسمبر 1923 بقسنطينة، وكان من أوائل المنتمين إلى الحركة الوطنية سنة 1946، وتولى، بعد إتمام دراسته، كل قضايا حزب الشعب كمحامي دفاع.

## نضاله السياسي
أصبح عمار بن تومي سنة 1962 مقرّر لجنة العدالة في اتفاقيات إيفيان، ثم عضو اللّجنة المركزية لاستفتاء تقرير المصير، ثم عُيّن في 27 سبتمبر 1962 كأول وزير عدل للجزائر المستقلة. ويعتبر عمار بن تومي أحد مهندسي القوانين التي سمحت للجزائر باسترجاع أملاك المعمرين الفرنسيين، أو ما يسمى بيان فاكون، حيث اعترف في آخر لقاء له مع جريدة الخبر التي زارته في بيته بالأبيار أواخر سنة 2010، عند حديثه عن كتابه ميلاد العدالة الجزائرية، بأنه كان ضد اتفاقيات إيفيان في شطرها المتعلق بالعدالة التي تعامل المعمرين الفرنسيين في بعض موادها كـمواطنين فوق العادة، منها إنشاء مجلس الضمانات وجمعية الحفاظ على حقوق الجزائريين ذوي الأصل الفرنسي.

## القضية الفلسطينية
أصبح من المحامين المكلفين بالدفاع عن الفدائيين والأسرى الفلسطينيين وكان عضو الجنة العربية للدفاع عن الاسرى الفلسطينيين ما جلب له الكثير من الاحترام على المستوى العربي

## كتابة التاريخ
أبرز كتبه هو كتاب المجازر الفرنسية بحق الجزائريين من 1923 إلى 1962 وهو مطبوع حديثا

## وفاته
تُوفّي يوم 30 مارس 2013 عن عمر ناهز 90 سنة ودفن في مقبرة بوزريعة في العاصمة.